# Zulmasuchus
Zulmasuchus querejazui
Genre
Espèce
Synonymes
- † Sebecus querejazus Buffetaut et Marshall[2], 1991

Zulmasuchus est un genre éteint de crocodyliformes, un clade qui comprend les crocodiliens modernes et leurs plus proches parents fossiles. Il est rattaché au sous-ordre des Notosuchia (ou notosuchiens en français) et aux clades des Ziphosuchia et des Sebecosuchia et, plus précisément à la famille des Sebecidae.
Une seule espèce est rattachée au genre : Zulmasuchus querejazui, décrite par Alfredo Paolillo et Omar J. Linares en 2007. 

## Étymologie
Son nom de genre Zulmasuchus est composé du prénom de la paléontologue argentine Zulma Brandoni de Gasparini et du mot du grec ancien σοῦχος Soũkhos, « crocodile », pour donner « crocodile de Zulma Gasparini ».

## Découverte et datation
Ses fossiles ont été découverts près de Vila Vila à 90 km au sud-est de la ville de Cochabamba au centre de la Bolivie. Ils ont été extraits de sédiments du Paléocène inférieur de la formation géologique du Santa Lucía, dans des niveaux stratigraphiques datés du Danien, soit il y a environ entre 66,0 et 61,6 millions d'années.

## Description
L'espèce a été décrite à l'origine sous le nom de Sebecus querejazus par Buffetaut et Marshall en 1991, avant d'être renommée en 2007, et de se voir attribuer son propre nom de genre : Zulmasuchus. Le nom de l'espèce a été modifié par ces auteurs de querejazus en querejazui car dédié à une personne de sexe masculin. À noter que cette espèce a même parfois été transcrite carajazus.
Le crâne de Zulmasuchus est caractérisé par sa partie postérieure qui est extrêmement élargie. L'angle de divergence par rapport à la ligne médiane du crâne atteint jusqu'à 25°. Sa bordure est surélevée au niveau du contact prémaxillaire - maxillaire et montre une forte constriction. Le prémaxillaire est projeté vers le bas.

## Classification
En 2014, Diego Pol et ses collègues conduisent une synthèse phylogénétique, intégrant les nombreux nouveaux genres et espèces découverts au début des années 2010. Elle compile plusieurs études phylogénétiques antérieures pour aboutir à une matrice incluant 109 Crocodyliformes et genres proches dont 412 caractères morphologiques sont étudiés. Les Notosuchia selon D. Pol et al. regroupent 45 genres et 54 espèces. Dans leur cladogramme, Zulmasuchus est classé comme un Sebecosuchia de la famille des Sebecidae, dans une polytomie qui regroupe les trois anciennes espèces du genre Sebecus :
- S. querejazus devenue Zulmasuchus querejazui[1] ;
- S. huilensis devenue Langstonia huilensis[1] ;
- S. icaeorhinus qui est la seule espèce du genre Sebecus aujourd'hui considérée comme valide[5].